# La Revolución (pintura de Fabián Cháirez)

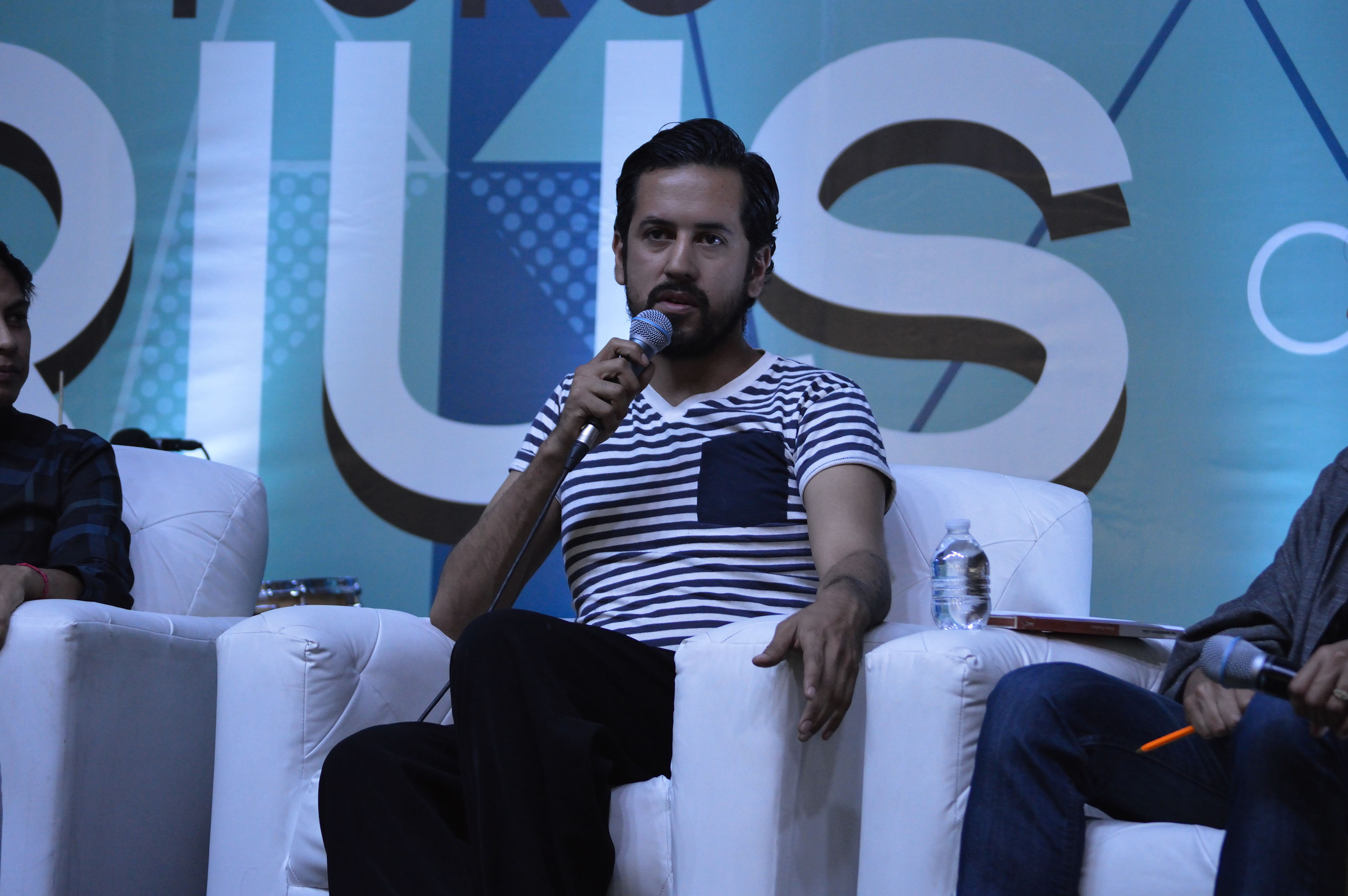
Fabián Cháirez

La Revolución es un cuadro de Fabián Cháirez realizado en 2014, cuyas dimensiones son de 30 x 20 cm. Fue exhibido por primera vez en la Galería José María Velasco entre 2015 y 2016. Para el autor la obra es una muestra de otros tipos de representación de la masculinidad.
Posteriormente fue expuesta 5 años después en la exposición colectiva “Zapata después de Zapata” del 2020, en el Palacio de Bellas Artes. Fue seleccionada como la imagen del cartel publicitario de dicha exposición; durante la cual, la obra estuvo envuelta en escándalos mediáticos por los cuestionamientos con respecto a la representación no hegemónica de Emiliano Zapata.
En enero de 2020 la obra fue adquirida por Tatxo Benet y entró a formar parte de la Colección de Arte Censored de Tatxo Bene.

## Exposición"Zapata después de Zapata"[1]

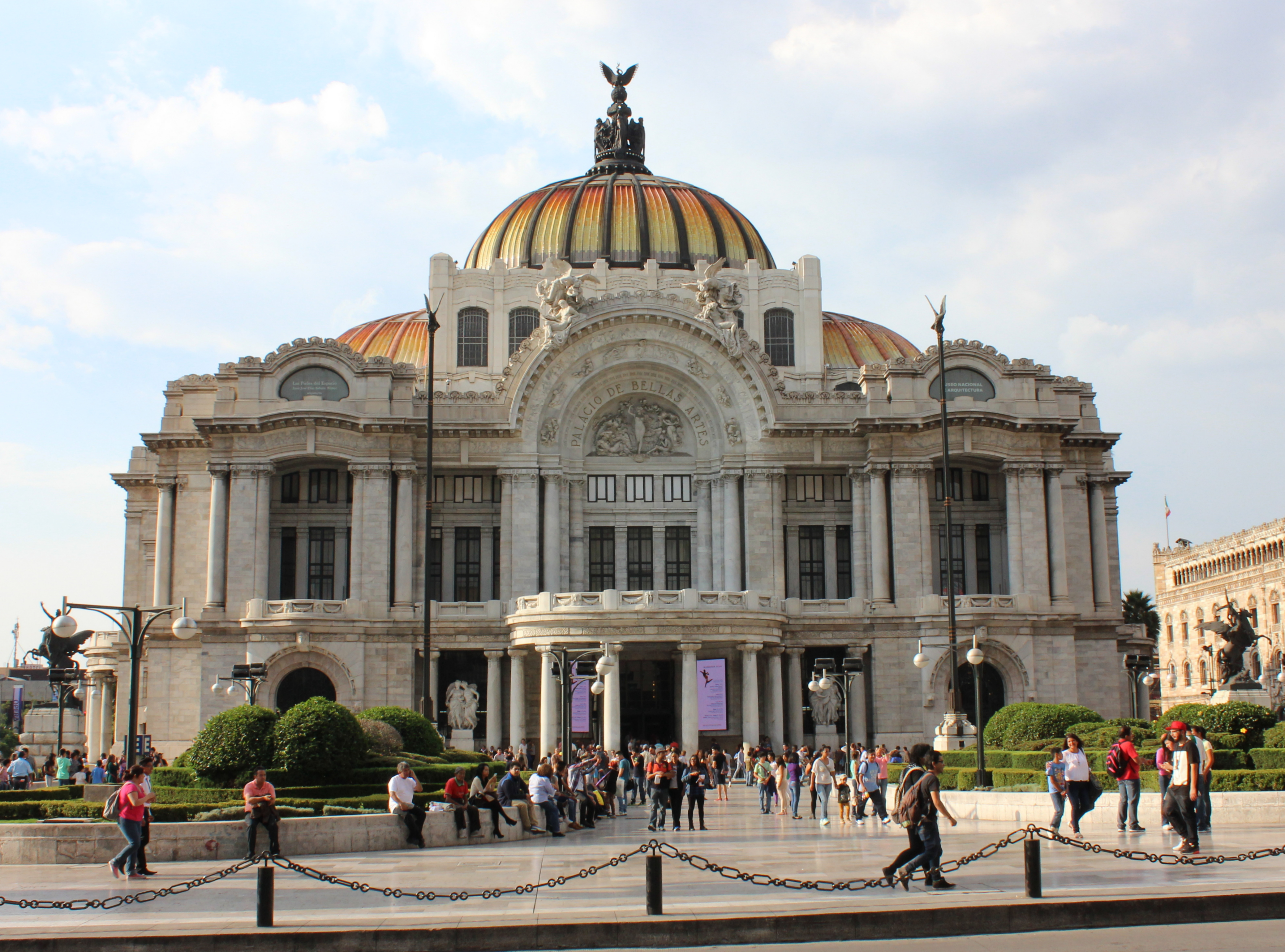
Palacio de Bellas Artes, recinto en el cual se exhibió La Revolución, en la exposición "Zapata después de Zapata", en los años 2019 y 2020.

La exposición “Zapata después de Zapata”, organizada con el Instituto Nacional de Bellas Artes y Literatura (INBAL) entre los años 2019 y 2020, abrió sus puertas al público el 27 de noviembre del 2019 y ocupó las salas del Museo del Palacio de Bellas Artes, en Ciudad de México, y terminó el día 26 de febrero de 2020. Durante su permanencia, la exposición se encontró envuelta en polémica por la representación feminizada de Emiliano Zapata, en la obra de Cháirez.
La representación con características femeninas del héroe revolucionario, Emiliano Zapata, tocó la sensibilidad masculina hegemónica de muchos en México, lo que motivó discusiones en diferentes espacios, primero en redes sociales y medios de comunicación masiva, y en la calle, generando dos bandos, a favor y en contra, de la obra.
El 10 de diciembre de 2023, un grupo de manifestantes en contra de la pieza llegó al Palacio de Bellas Artes, para expresar su descontento. Los manifestantes, principalmente personas integrantes de organizaciones sociales relacionadas con el personaje revolucionario, como la Unión de Trabajadores Agrícolas (UNTA), demandaban que la pintura fuera retirada del recinto museístico, porque señalaban que era una representación desprestigiaba la imagen del caudillo y al mismo Palacio de Bellas Artes. Durante el altercado hubo consignas y gritos de todo tipo. La situación se salió de control debido a que apareció un grupo rival que simpatizaba con Fabián Cháirez y la obra, el cual también defendía su postura. Eran integrantes de la comunidad LGBTTIQ+, quienes intentaron explicar al grupo opuesto el significado de la pintura de Cháirez.
A pesar de la anterior, fue imposible entablar un diálogo, porque el grupo que estaba en contra la pieza de Cháirez, quien también es parte de la comunidad LGBTTIQ+, comenzaron a reclamar y gritar consignas homofóbicas. En este momento, la protesta se convirtió en una batalla campal en la que no solamente había gritos y ofensas, sino también golpes. Después del enfrentamiento, la discusión en las redes sociales y los medios de comunicación siguió, con el tema de la trifulca como un añadido más.

Posterior a este acontecimiento, el 9 de diciembre de 2019, Jorge Zapata, nieto del revolucionario, anunció que su familia tomaría acciones legales contra el Instituto Nacional de Bellas Artes y Literatura, así como en contra del autor de la obra, ya que consideraban que esta menoscaba la imagen del Caudillo del Sur. Las autoridades llegaron a un acuerdo con los descendientes al colocar junto al óleo una cédula informativa. La nota explicativa, decía:
Para algunos artistas contemporáneos, Zapata no sólo es símbolo de resistencia sino también un referente desde el cual cuestionar las masculinidades hegemónicas. En este óleo, Fabián Cháirez, resignifica un icono del machismo mexicano para visibilizar la diversidad sexual, particularmente cuerpos homosexuales, morenos, afeminados y de clase popular que no encajan dentro de la norma. La Revolución de Cháirez vincula el legado zapatista con las luchas de la población LGTB+, reivindicando la feminidad como una actitud revolucionaria en medio de una sociedad homofóbica y misógina en pleno siglo XXI. Descendientes de Emiliano Zapata expresaron su desacuerdo con esta imagen, por considerar inadecuada la representación de Zapata. Mediante el diálogo entre autoridades de la Secretaría de Cultura y el INBAL, el Museo del Palacio de Bellas Artes mantendrá la obra, basándose en el principio de la protección al derecho de libertad artística y creativa. 

## "La Revolución" en las investigaciones
Citlaly Aguilar Campos en su trabajo académico de investigación Repensar los héroes nacionales a través de discursos fuera de la tradición histórica: Emiliano Zapata al desnudo para el CONEICC (Consejo Nacional para la Enseñanza y la Investigación de las Ciencias de la Comunicación) presenta la problematización de la figura del héroe nacional con respecto a las resignificaciones dadas desde otras perspectivas fuera de lo tradicional, discursos oficiales y la hegemonía de los valores. Aborda la obra “La Revolución” como una propuesta audaz y liberadora mientras la compara con la caricatura.
La percepción de Jorge Zapata sobre la obra fue ver a su abuelo como un “gay” cuando en ningún momento el lienzo tiene algún texto o alusión directa a la comunidad LGBT+. Esto nos recuerda lo que menciona el filósofo estadounidense Charles Sanders Peirce (1974) que los signos no actúan de manera aislada, sino que van generando sentido para múltiples interpretantes; es decir, se establece una articulación sígnica que permite que emerja el significado con base en dicha red; esto es lo que Peirce denomina como semiosis: el diálogo ilimitado entre signos que va modificándose acorde al entorno espaciotemporal y los intérpretes. En el caso del cuadro La Revolución, se produce una semiosis peculiar acorde al espectador que la contemple: el nieto de Zapata mira la obra como una ofensa, pues encadena el signo de héroe con las zapatillas u otros elementos sígnicos que él interpreta como algo “gay”.
Esta apreciación no es universal y cada persona puede hacer una semiosis diferente. Por ejemplo, la obra había sido expuesta en ocasiones anteriores en otros recintos artísticos sin causar ningún malestar, pues ahí la semiosis producida con los espectadores fue distinta. La semiosis es una red de textualidades, donde los discursos (en este caso la obra de Cháirez) manifiestan expectativas en determinados intérpretes. El que sea expuesta en un recinto como Bellas Artes, causó una reacción diferente, debido al conocimiento y experiencia previa que se tiene sobre el lugar. En cambio, al ser exhibida en galerías de arte con otra propuesta, o en centros nocturnos como el “Marrakech” que es muy popular en la comunidad LGBT+, la significación se transforma.

En su artículo “Los imaginarios disruptivos del cuerpo queer: un análisis de la masculinidad disidente en la ilustración mexicana  del siglo XXI” para la Revista Interdisciplinaria de Estudios de Género del Colegio de México, publicada el 26 de julio del 2021, Nivardo Trejo Olvera y Silvia Ruiz Tresgallo nos comparten una antología de autores radicados en México que proponen otro tipo de representación de la masculinidad desde la disidencia, presentan la problematización de las representaciones tradicional de la masculinidad difundida por la cultura nacional con un nuevo ojo. A continuación un extracto de sus aportaciones:
Es importante mencionar que este óleo, en formato digitalizado, ya circulaba de manera libre por las redes sociales y plataformas digitales como muestra de la producción del artista. Incluso había aparecido en entrevistas concedidas por Cháirez sin haber despertado mayores polémicas. Sin embargo, la exposición de este óleo en un recinto de prestigio, donde tradicionalmente las identidades homosexuales han sido negadas, causó controversia ante un público habituado a las representaciones de la heteronorma. Recordemos que en el Museo del Palacio de Bellas Artes hay murales y pinturas de Diego Rivera, José Clemente Orozco, David Alfaro Siqueiros y Jorge González Camarena, entre otros. Todos ellos, referentes del movimiento muralista mexicano, son varones, heterosexuales, cisgénero que reproducen en sus representaciones la construcción binaria del género sin incluir la diversidad sexual. Desde nuestro estudio reconocemos la decisión de los responsables del museo en mantener esta imagen como símbolo revolucionario de la inclusión LGBTIQ+. Consideramos necesario que las instituciones de cultura se comprometan a incluir a todas las identidades de la sociedad, en especial a los y las habitantes de las periferias el poder, porque la visibilidad es también un modo de justicia.

## Descripción
La Revolución es un lienzo en óleo sobre tela de 30 x 20 cm, en el cual se representa a la figura del caudillo revolucionario Emiliano Zapata, desnudo y montado sobre un caballo blanco. El personaje porta un sombrero de charro, de color rosa, y lleva una banda con los colores de la bandera de México (verde, blanco y rojo) alrededor de su cuerpo. Sus piernas, sobre el caballo, se asemejan a las de una mujer y, además, usa zapatillas con un tacón que tiene la forma de una pistola. El caballo blanco, que salta por el aire, tiene el pene erecto.